# Ubuntu MATE
Ubuntu MATE è la più giovane derivata ufficiale di Ubuntu che utilizza come ambiente grafico MATE. Le prime due release, 14.10 e 14.04, non erano derivate ufficiale di Ubuntu, mentre lo sono le versioni dalla 15.04 in poi. Il capo del team di Ubuntu MATE, Martin Wimpress, è anche sviluppatore di MATE.

## Cronologia delle versioni
| Versione  | Nome in codice    | Data di pubblicazione | Supportato fino al | Osservazioni                                                                                                |  |
| --------- | ----------------- | --------------------- | ------------------ | --- |  |
| 14.04 LTS | Trusty Tahr       | 2014-04-17            | aprile 2017        | - pubblicata con supporto a lungo termine (LTS) per tre anni                                                |  |
| 14.10     | Utopic Unicorn    | 2014-10-23            | luglio 2015        | - è stata la prima versione di Ubuntu MATE ad essere stata distribuita                                      |  |
| 15.04     | Vivid Vervet      | 2015-04-23            | dicembre 2015      | - è stata la prima versione ad essere derivata ufficiale                                                    |  |
| 15.10     | Wily Werewolf     | 2015-10-22            | luglio 2016        | |  |
| 16.04 LTS | Xenial Xerus      | 2016-04-21            | aprile 2019        | - pubblicata con supporto a lungo termine (LTS) per tre anni                                                |  |
| 16.10     | Yakkety Yak       | 2016-10-13            | luglio 2017        | - è stata la prima versione ad uscire con MATE compilato con le GTK3+. - MATE aggiornato alla versione 1.16 |  |
| 17.04     | Zesty Zapus       | 2017-04-13            | gennaio 2018       | - versione che conclude la migrazione a GTK3+.                                                              |  |
| 17.10     | Artful Aardvark   | 2017-10-19            | luglio 2018        | |  |
| 18.04     | Bionic Beaver     | 2018-04-26            | aprile 2021        | |  |
| 18.10     | Cosmic Cuttlefish | 2018-10-22            | luglio 2019        | |  |
| 19.04     | Disco Dingo       | 2019                  | 2020               | |  |
| 19.10     | Eoan Ermine       | 2019                  | 2020               | |  |
| 20.04 LTS | Focal Fossa       | 2020                  | 2023               | |  |
| 20.10     | Groovy Gorilla    | 2020                  | 2021               | |  |
| 21.04     | Hirsute Hippo     | 2021                  | 2022               | |  |
| 21.10     | Impish Indri      | 2021                  | 2022               | |  |
| 22.04 LTS | Jammy Jellyfish   | 2022                  | 2025               | |  |
| 22.10     | Kinetic Kudu      | 2022                  | 2023               | |  |

## Requisiti di sistema
Essendo MATE un fork dell'ambiente desktop GNOME 2 i requisiti minimi di Ubuntu MATE sono molto bassi permettendone l'installazione anche su hardware relativamente datato.
Requisiti minimi:
- processore Intel Core 2 Duo
- 1GB di RAM
- 9GB di spazio libero su disco.
- Risoluzione 1024 x 768

Requisiti raccomandati:
- processore Intel Core i3
- 4GB di RAM
- 16GB di spazio libero su disco
- capacità 3D della scheda grafica con accelerazione e risoluzione 1440 x 900 o più elevata.

## Caratteristiche distintive
Ubuntu MATE è attualmente l'unica derivata ufficiale di Ubuntu ad essere dotata di un welcome screen e fornisce un software grafico per installare alcuni dei programmi più utili, non necessariamente presenti nei repository ufficiali di Ubuntu (ad esempio il client di messaggistica Telegram).
Grazie a MATE Tweak è possibile personalizzare l'ambiente grafico, ad esempio cambiando il gestore delle finestre in Compiz o Compton per evitare problemi di screen tearing.

## L'inventore
Martin Wimpress, è un appassionato sostenitore dell'open source, di Linux e Podcaster. Vive in Inghilterra, con sua moglie e sua figlia; lavora per Canonical realizzando Ubuntu e Snapcraft.
Usa anche lui Linux dall'anno 1995 e passò dall'utilizzo di Yggdrasil, Slackware, RedHat Linux, CRUX e Fedora prima della sua prima installazione di Ubuntu, quando esisteva una versione denominata "Warty Warthog". Ubuntu è rimasto il suo unico sistema operativo per workstation fino all'inizio del 2012 quando passò alla distribuzione Arch Linux e diventò un Arch Linux Trusted User. Contribuisce a MATE Desktop dal 2012 e nell'estate del 2014 ha co-fondato Ubuntu MATE con Alan Pope; e da allora ha guidato il progetto.
Mentre è diventato noto per Ubuntu MATE, ha trascorso la maggior parte della sua carriera lavorando con infrastrutture Linux su larga scala e ha usato Ubuntu server esclusivamente dalla 6.06. Il primo sistema operativo Linux che realizzò era basato su Ubuntu e specificamente progettato per il recupero, la conversione e la trasmissione dei dati di volo della cosiddetta scatola nera. Ha anche progettato e costruito l'enorme cluster di calcolo che analizza questi dati di volo ed è in grado di produrre analisi di sicurezza e manutenzione per ogni volo dell'aviazione commerciale nel mondo, ogni giorno.